# Tom Robinson
Pour les articles homonymes, voir Thomas Robinson et Tom Robinson (film, 1951).
Tom Robinson (né le 1er juin 1950) est un auteur-compositeur-interprète anglais, connu principalement pour ses chansons Glad to be Gay (1976), 2-4-6-8 Motorway (1977), Don't Take No for an Answer (1978) et War Baby (1983).

## Carrière
Robinson est le membre fondateur du Tom Robinson Band (TRB), un groupe militant qui sort plusieurs succès dans les années 1970, dont 2-4-6-8 Motorway, (Sing If You're) Glad To Be Gay, Power in the Darkness, Up Against the Wall et Don't Take No for an Answer.
Par la suite, tout en continuant sa carrière scénique, Robinson coécrit avec Elton John plusieurs chansons en 1980, dont Sartorial Eloquence (Don't Ya Wanna Play This Game No More?) qui atteint le 44e rang des ventes au Royaume-Uni et le 39e aux États-Unis.
Plus tard dans les années 1980, Robinson forme et finance Sector 27, un groupe de rock moins politique qui sort un album. L'album, produit par Steve Lillywhite, laisse Robinson proche de la banqueroute. Afin d'échapper à ses créanciers, il part vivre à Hambourg. Là-bas, il sort son tube de 1983 War Baby et enregistre son premier album solo, North By Northwest avec le producteur Richard Mazda.
Il est actuellement présent sur la BBC Radio 6 le samedi soir.

## Discographie

### Singles
- The Whitby Two-Step (1975)
- 2-4-6-8 Motorway (1977)
- Don't Take No for an Answer EP (1978)
- Up Against the Wall (1978)
- Bully for You (1979)
- Never Gonna Fall in Love Again (1979)
- Not Ready (1980)
- Invitation (1980)
- Total Recall (1981)
- Now Martin's Gone (1982)
- War Baby (1983)
- Listen to the Radio (Atmospherics) (1983)
- Back in the Old Country (1984)
- Rikki Don't Lose That Number (1984 - reprise de Steely Dan)
- Prison (1985)
- Nothing Like the Real Thing (1986)
- Still Loving You (1986)
- Feel So Good (1987)
- Spain (1987)
- Hard Cases (1988)
- Blood Brother (1990)
- Living in a Boom Time (1992)
- Hard (1994)
- Connecticut (1996)

### Albums
- Cafe Society (1975)
- Power in the Darkness (1978)
- TRB Two (1979)
- Sector 27 (1980)
- Tom Robinson Band (1981)
- North By Northwest (1982)
- Cabaret '79: Glad to Be Gay (1982)
- Hope and Glory (1984, ressorti plus tard sous le nom de War Baby: Hope and Glory)
- Still Loving You (1986)
- The Collection (1987)
- Last Tango: Midnight at the Fringe (1988)
- We Never Had It So Good (1990)
- Winter of '89
- Living in a Boom Time (1992)
- Love Over Rage (1994)
- Having It Both Ways (1996)
- The Undiscovered Tom Robinson (1998)
- Home From Home (1999)
- Smelling Dogs